# 1790年の相撲
1790年の相撲（1790ねんのすもう）は、1790年の相撲関係のできごとについて述べる。

## できごと
この年の1月4日（旧寛政元年11月19日）、江戸相撲の谷風梶之助・小野川喜三郎の両関脇（当時の大関は看板大関であったため、事実上の最高実力者）に対し、横綱免許がくだされた。これは当時上覧相撲や寺社への奉納相撲の際に特別に行われていた土俵入りを、一般の興行相撲で行うようにするもので、両者は14日（旧11月29日）の江戸相撲寛政元年11月場所7日目から一人土俵入りを披露した。これが現在にまで続く横綱の最初とされる。

## 興行
- 3月場所（江戸相撲）[2]
  - 興行場所:深草八幡宮境内
  - 5月5日（旧3月22日）より晴天10日間興行
- 5月場所（大坂相撲）[2]
  - 興行場所:難波新地
  - 7月7日（旧5月25日）より興行
- 11月場所（江戸相撲）[3]
  - 興行場所:本所回向院
  - 12月20日（旧11月15日）より晴天10日間興行